# Nachtblindheit

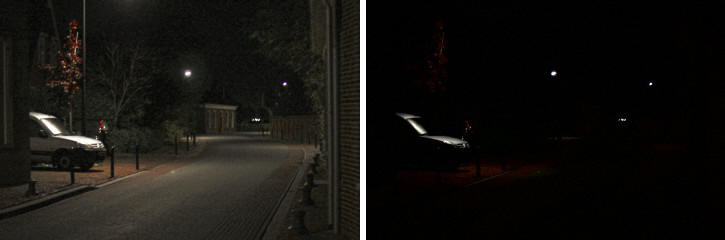
Links normale Sehfähigkeit, rechts Nachtblindheit

Als Nachtblindheit (griech. Nyctalopia, medizinisch auch Hemeralopie) wird die Einschränkung der Sehfähigkeit bei Dämmerlicht bezeichnet. Die Fremdwörter Hemeralopie (von griechisch ἡμέρα „Tag“ und ὤψ „Auge“) und Nyktalopie (von griechisch νύξ „Nacht“) werden beide (widersprüchlicherweise) sowohl für Nachtblindheit (also Tagessichtigkeit) als auch für Tagblindheit (also Nachtsichtigkeit) eingesetzt und sollen laut DIN 5340-207 nicht mehr verwendet werden.
Nachtblindheit ist eine partiell-funktionale Sehbehinderung.
Dabei ist die Fähigkeit zur Anpassung des Auges (Adaptation) an die Dunkelheit entweder eingeschränkt oder vollständig ausgefallen.
Nachtblindheit entsteht durch eine Funktionsstörung oder den völligen Ausfall der Stäbchen. Fallen die Stäbchen vollständig aus, spricht man im engeren Sinne von „Nachtblindheit“. Das Sehen in der Dämmerung ist dabei stark behindert. In einer nächtlichen, unbeleuchteten Umgebung ist das Sehen praktisch unmöglich.
Es kann sich bei der Nachtblindheit um einen angeborenen Defekt (Kongenitale stationäre Nachtblindheit) oder um eine erworbene Sehschwäche handeln. Angeborene Formen („essentiell“ genannt) sind z. B. das Oguchi-Syndrom (Mutation im für S-Arrestin codierenden Gen) oder der autosomal dominant vererbte Typ Nougaret.
Im Rahmen weiterer Syndrome kann die Nachtblindheit mit wesentliches Merkmal sein, wie bei Leberscher Kongenitaler Amaurose (Alström-Olson-Syndrom), Flynn-Aird-Syndrom, Goldmann-Favre-Syndrom, Hallervorden-Spatz-Syndrom (Pantothenatkinase-assoziierte Neurodegeneration), Atrophia gyrata der Chorioidea und Retina (Ornithinämie mit Gyratatrophie) und Uyemura-Syndrom.
Als erworbene Sehschwäche kann die Nachtblindheit z. B. durch Vitamin-A-Mangel oder eine andere Erkrankung des Auges entstehen.
Bei einem Vitamin-A-Mangel kann in den Stäbchen nicht genügend Rhodopsin (Sehpurpur) gebildet werden, das aus dem Vitamin-A-Abkömmling Retinal und dem Eiweiß Opsin gebildet wird.
Außerdem kann Nachtblindheit den Beginn einer Retinopathia pigmentosa anzeigen.